# アメリカン・エネミーズ
『アメリカン・エネミーズ』（The Butcher）は、2009年のアメリカ合衆国のアクション映画。

## あらすじ
“ブッチャー”の異名を持つ組織の用心棒・メルルは、時代遅れの人物として疎まれていた。
そんなある日、メルルは組織に裏切られ、対立する組織の金を強奪した張本人に仕立て上げられてしまう。

## キャスト
| 役名           | 俳優                     | 日本語吹替 |
| -------------- | ------------------------ | ---------- |
| メルル・ヘンチ | エリック・ロバーツ       | 村田則男   |
| マードック     | ロバート・ダヴィ         | 魚建       |
| テディ         | マイケル・アイアンサイド | 向井修     |
| ラリー         | キース・デイヴィッド     | 古宮吾一   |
| ジャッキー     | イリナ・ビョークルンド   | 富本牧子   |
|                | ジェフリー・ルイス       |            |
|                | ポール・ディロン         |            |
|                | ジェリー・トリンブル     |            |
|                | ボキーム・ウッドバイン   |            |
|                | ジュリー・カーメン       |            |
|                | ヴァーノン・ウェルズ     |            |

- その他の吹き替え：鈴木一敦／中田隼人／東正実／篠原千佳／中西としはる／水村拓未／三十尾知佳／知桐京子